# ناثان لي ميلر
ناثان لي ميلر (بالإنجليزية: Nathan Lee Miller)‏ هو سياسي أمريكي، ولد في 6 مارس 1866، وتوفي في 30 أغسطس 1933. حزبياً، نشط في الحزب الديمقراطي.